# Singles 96-06
Singles 96-06 è il primo album di raccolta del gruppo musicale belga Hooverphonic, pubblicato il 21 novembre 2006.
L'album contiene 20 singoli estratti nell'arco di 10 anni di carriera in quel periodo.
I brani sono stati stilati in scaletta seguendo un ordine più o meno cronologico, che tenta di riassumere tutta la produzione del gruppo la quale ha seguito evidenti cambiamenti passando per diversi stili musicali.
L'album è stato realizzato in versione CD+DVD, quest'ultimo contiene, oltre che tutti i video della band, anche il Live at Brussels Ancienne, un concerto di 90 minuti registrato durante il tour promozionale di No More Sweet Music.
Questa uscita discografica, oltre ad essere celebrativa, è anche il capitolo di chiusura con l'etichetta discografica Columbia Records.
L'unico singolo utilizzato per la promozione radiofonica è We All Float.

## Tracce

### CD
Testi e musiche di Callier, eccetto dove indicato.
1. Inhaler – 5:11 (Callier, Greets)
2. Wardrope – 4:31
3. 2 Wicky – 4:44 (Bacharach, Callier, David, Geerts, Henry)
4. Barabas – 3:50
5. Club Montepulciano – 3:41
6. Eden – 3:33
7. This Strange Effect – 3:55 (Davies)
8. Jackie Cane – 4:20 (Dennis, Callier)
9. Mad About You – 3:43
10. Out of Sight (Al Stone Remix) – 3:49
11. Vinegar & Salt – 3:20
12. Sometimes – 3:59 (Callier, Engel, Franz)
13. The World Is Mine – 3:54 (Arnaert, Callier, Greets)
14. One – 3:21
15. The Last Thing I Need Is You – 3:16 (Callier, Campbell, Dennis)
16. Wake Up – 3:28 (Callier, Campbell, Dennis)
17. You Hurt Me – 4:23
18. We All Float – 3:23 (Arnaert, Callier)
19. Dirty Lenses – 4:15 (Callier, Howard)
20. Lung (1977 Happy Go Disco Mix) – 3:20 (Callier, Howard)

### DVD
Video promozionali
1. Inhaler
2. 2 Wicky
3. Club Montepulciano
4. Eden
5. This Strange Effect
6. Jackie Cane
7. Mad About You (EU Version)
8. Mad About You (USA Version)
9. Out of Sight
10. Vinegar & Salt
11. Sometimes
12. The World Is Mine
13. One
14. The Last Thing I Need Is You
15. Wake Up
16. You Hurt Me
17. Dirty Lensens

Live at Brussels Ancienne
1. You Love Me to Death / Sarangi
2. We All Float
3. Music Box
4. No More Sweet Music
5. Wake Up
6. Eden
7. 2 Wicky
8. My Child
9. Jackie Cane
10. The World Is Mine
11. Dirty Lenses
12. Vinegar & Salt
13. Mad About You / Glory Box
14. You Hurt Me
15. Magenta
16. Tomorrow
17. Bettersea
18. The Last Thing I Need Is You
19. Sometimes
20. Ginger